# Pietralunga
Pietralunga település Olaszországban, Umbria régióban, Perugia megyében. Lakosainak száma 1984 fő (2023. január 1.). Pietralunga Apecchio, Città di Castello, Montone, Cagli, Gubbio és Umbertide községekkel határos.

## Népesség
A település lakossága az elmúlt években az alábbi módon változott:
| Lakosok száma | 2102 | 2079 | 1984 |
|               | 2017 | 2018 | 2023 |